# Leutnant auf Befehl
Leutnant auf Befehl ist ein deutsches Stummfilmlustspiel aus dem Jahre 1916 unter der Regie von Danny Kaden mit Harry Liedtke, Ossi Oswalda und Ernst Lubitsch in den Hauptrollen.

## Handlung
Schiffsleutnant Harry Lindström hat die Absicht, eine der drei Töchter des Gutsbesitzers von Himmelhausen zu ehelichen. Seine Kameraden wissen von dieser Absicht und machen sich einen Spaß daraus, ordentlich Verwirrung zu stiften, indem sie dem Schwiegervater in spe einen Brief schreiben, in dem steht, dass der Herr Leutnant-Schwiegersohn und sein Bursche die Rollen tauschen werden.
Durch diesen Ulk entstehen natürlich jede Menge amüsante Komplikationen, da nun der sehr viel unscheinbarere und ältere Bursche für seinen Herrn gehalten wird, während man den schmucken Jungoffizier als dessen Burschen ansieht. Am Ende, als sich die Verwirrungen auflösen, verloben sich Harry und sein Gutsbesitzermädchen sowie sein Bursche und noch zwei weitere Kameraden.

## Produktionsnotizen
Leutnant auf Befehl entstand Mitte 1916 im Ufa-Union-Atelier in Berlin-Tempelhof, passierte die Filmzensur im August 1916 und wurde im darauffolgenden Monat uraufgeführt. Der dreiaktige Film war in seiner österreichischen Fassung rund 1000 Meter lang und wurde dort am 19. Januar 1917 erstaufgeführt.
Fälschlicherweise wird mehrfach Ernst Lubitsch auch als Regisseur angegeben. Für ihn war dieser Film jedoch eine seiner letzten Arbeiten, in denen er ausschließlich als Schauspieler auftrat. Für den Teenager Ossi Oswalda bedeutete Leutnant auf Befehl die erste Filmhauptrolle.
Die Filmbauten entwarf Kurt Richter.

## Kritik
In Paimann’s Filmlisten ist zu lesen: „Stoff, Humoristik, Photos und Spiel sehr gut.“